# (22550) Jonsellon
(22550) Jonsellon (1998 FK106) – planetoida z pasa głównego asteroid okrążająca Słońce w ciągu 3,56 lat w średniej odległości 2,33 j.a. Odkryta 31 marca 1998 roku.